# Florence LaRue
Florence LaRue (nacida el 4 de febrero de 1942) es una cantante y actriz estadounidense, mejor conocida por ser miembro original de the 5th Dimension.

## Primeros años
Obtuvo un Bachiller universitario en letras en Educación Primaria por la Universidad Estatal de California, Los Ángeles.

## Trabajo con the 5th Dimension

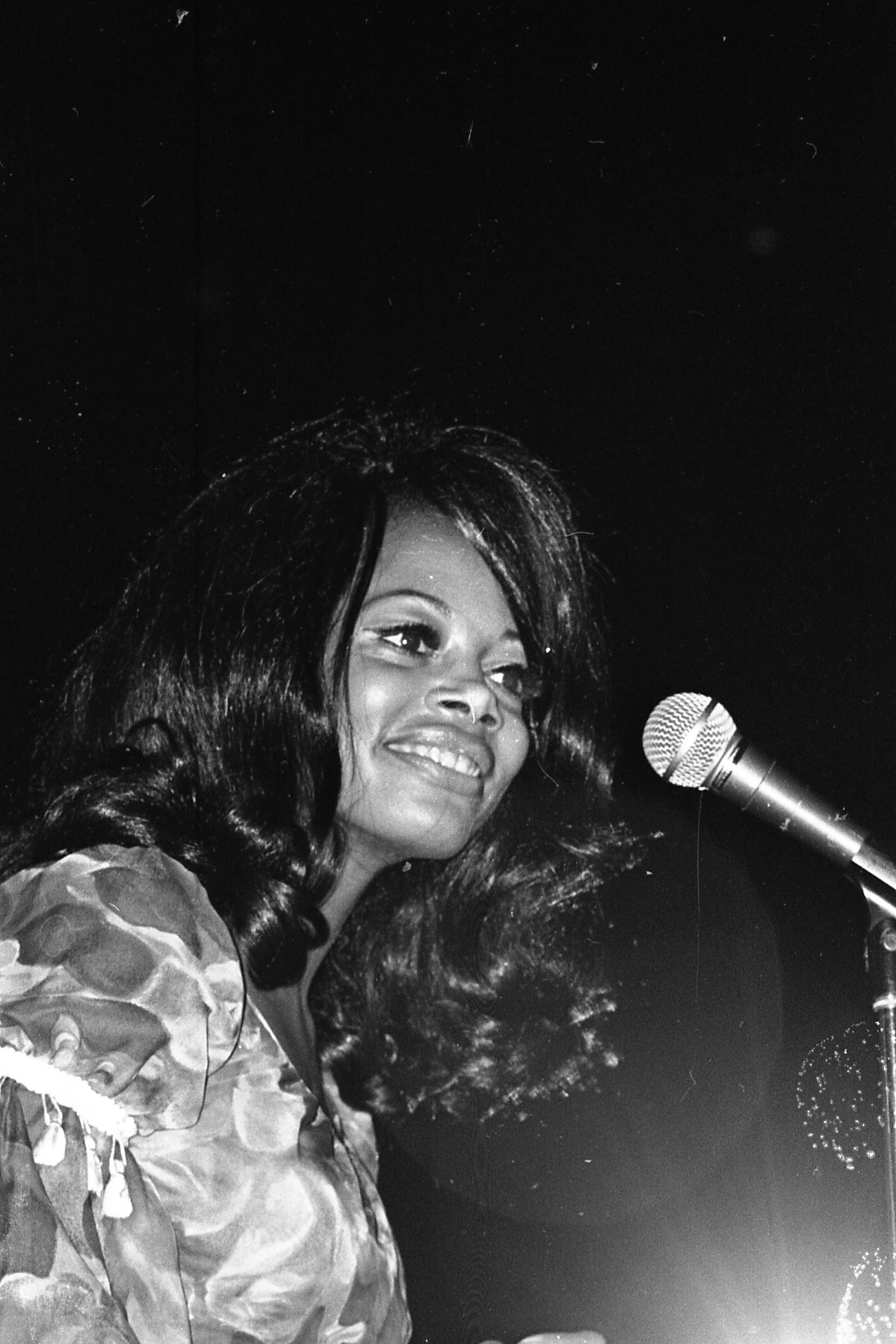
LaRue actuando en la Eastern Michigan University en 1970.

En 1966, Lamonte McLemore y Marilyn McCoo se pusieron en contacto con LaRue para que se uniera a su grupo recién formado, The 5th Dimension. LaRue cantaba casi siempre la voz principal femenina en una canción por álbum, mientras que McCoo también cantaba la voz principal en una canción; por lo demás, cantaba las partes de voz contralto junto con la soprano de McCoo, destacando en Stoned Soul Picnic, o compartía la voz principal con McCoo en canciones como "Blowing Away", "Puppet Man", "Save the Country" y "Sweet Blindness". Tras la marcha de McCoo, LaRue fue la cantante principal de éxitos como "Love Hangover" (1976). Como miembro de The 5th Dimension, LaRue recibió seis premios Grammy, entre ellos el Grammy al mejor disco del año por "Up, Up and Away" (1968) y "Aquarius/Let the Sunshine In" (1969).

## Actuación y carrera teatral
LaRue apareció en la película de la semana de la CBS Happy con Dom DeLuise. También actuó en la gira nacional del musical Ain't Misbehavin, ganador de un premio Tony de Broadway, y protagonizó las producciones de Toronto y Calgary de Mo' Magic.
LaRue copresentó el Telemaratón contra la Artritis con Jane Wyman, fue jurado en dos segmentos de Puttin' on the Hits, apareció como invitada famosa en Star Search y ha sido invitada especial en numerosos programas de televisión, incluyendo varias apariciones en The Dale Evans Show, The Today Show, The Carol Lawrence Show y muchos otros programas cristianos y seculares.

## Carrera musical

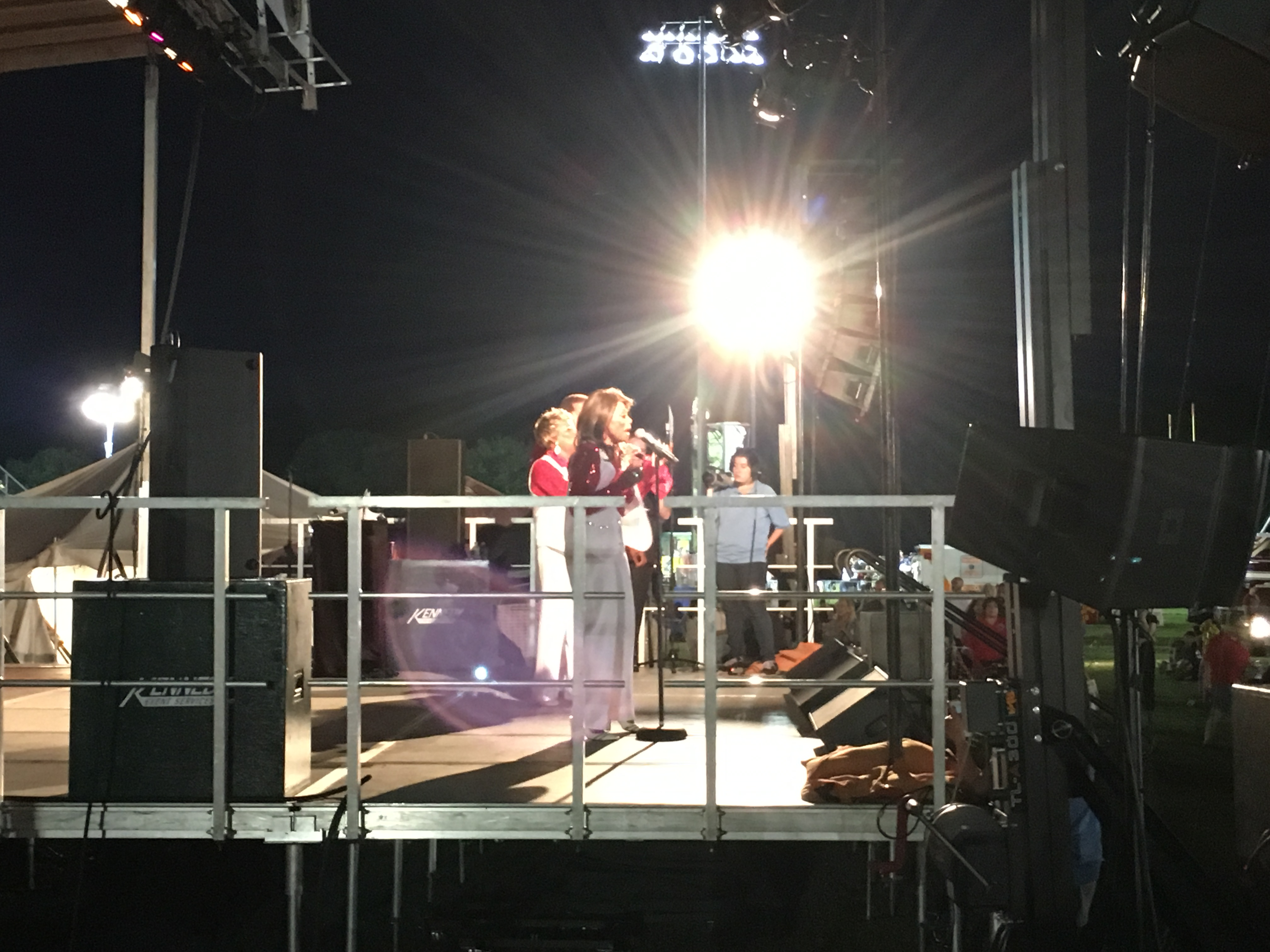
LaRue cantando como solista en una actuación de 2018 de Florence LaRue y the 5th Dimension en Manalapan, Nueva Jersey.

En abril de 2014, el grupo realizó una gira como "Florence LaRue & The Fifth Dimension", liderado por LaRue junto a Willie Williams, Leonard Tucker, Patrice Morris y Floyd Smith.
En junio de 2016, LaRue y el grupo actuaron en The Villages, Florida, pocos días después del tiroteo en el club nocturno de Orlando. LaRue compartió sus pensamientos sobre los acontecimientos diciendo: "No nos dejaremos aterrorizar. Sabemos lo que está pasando en el mundo, pero esta es una canción sobre la buena salud, el amor, la paz y la felicidad. Seguimos creyendo en esas cosas hoy en día", declaró antes de interpretar uno de los éxitos del grupo, "Aquarius/Let the Sunshine In".